# 666
Năm 666 là một năm trong lịch Julius.